# 168P/Хердженротера
Комета Хердженротера 1 (168P/Hergenrother) — короткопериодическая комета из семейства Юпитера, которая была обнаружена 22 ноября 1998 года американским астрономом Карлом Хердженротером на фотоснимках, полученных днём ранее его коллегой Тимоти Спаром с помощью 0,41-метрового телескопа Шмидта в рамках обзора CSS. Комета была описана как диффузный объект 17,3 m звёздной величины с центральной конденсацией и широким хвостом в 30-60" угловых секунд длиной. Комета обладает довольно коротким периодом обращения вокруг Солнца — чуть менее 6,9 года.

Орбита кометы Хердженротера 1 и её положение в Солнечной системе

## История наблюдений
Спустя всего двое суток после открытия, британский астроном Брайан Марсден сделал первые приближённые расчёты параболической орбиты кометы, согласно которым она должна была пройти перигелий 26 ноября на расстоянии 1,56 а. е. от Солнца. При этом малый угол наклона орбиты к плоскости эклиптики заставил предположить о короткопериодическом характере кометы. Это предположение было подтверждено 18 декабря, когда на основании 37 позиций кометы была вычислена эллиптическая орбита кометы, согласно которой, перигелий сдвигался на 6 декабря и располагался ближе к Солнцу на расстоянии 1,42 а. е., а период обращения оказывался равен 6,78 года.
В первые дни после открытия яркость кометы держалась на уровне 17,5 m звёздных величин, но после прохождения перигелия, по мере удаления кометы от Земли, начала быстро падать: к середине декабря она снизилась до 18,0 m, а к середине февраля 1999 года до — 19,0 m, а когда 15 апреля 1999 её наблюдали в последний раз —была меньше 20,0 m. После исчезновения кометы Патрик Роше, на основании 76 наблюдений, полученных за всё время наблюдений, дополнительно уточнил орбиту кометы, в результате чего её период обращения увеличился до 6,906 года с возможной ошибкой не более 0,1436 суток.
В 2000 и 2002 году японские астрономы K. Киносита и С. Накано независимо друг от друга провели расчёты даты возвращения кометы в перигелий, которая определялась ими 2 ноября 2005 года. Благодаря этим расчётам австралийский астроном D. Herald с помощью 36-сантиметрового рефлектора обнаружил эту комету в ночь с 4 на 5 июля. Яркость кометы находилась в пределах 19,4-20,7 m, а её хвост простирался на 20 ' угловых минут. Текущее положение кометы указывало, что расчёты Накано требовали корректировки всего на +7,5 часов.

### Вспышка яркости 2012 года
Используя данные наблюдений 1998 и 2005 годов те же японские астрономы K. Киносита и С. Накано предсказали следующее возвращение кометы 1 октября 2012 года. Первые сообщения о восстановлении кометы были получены уже в июле 2012 от американского астронома Х. Сато, который 15 (18,4 m), 16 (18,2 m), 29 (17,0 m) и 30 июля (18,4 m) получил несколько снимков этой кометы с помощью 51-сантиметрового астрографа. Ожидалось, что по мере приближения к Солнцу магнитуда кометы будет постепенно увеличиваться, пока во второй половине сентября не достигнет максимального значения 15,1 m. Но в реальности уже 6 сентября испанский астроном Хуан Хосе Гонсалес-Суарес наблюдал эту комету с общей магнитудой 11,2 m и магнитудой ядра 13,7 m, он также отметил наличие небольшой комы в 3,5 ' угловые минуты дуги в поперечнике. Вспышку яркости быстро подтвердили и другие астрономы. Постепенное увеличение яркости продолжалось ещё на протяжении нескольких последующих недель, пока 22 — 24 сентября сразу несколько обсерваторий не зафиксировали очередной скачок яркости примерно ещё на две звёздные величины. Это привело к тому, что общая магнитуда кометы повесилась до 10,0 m, а магнитуда её ядра — до 11,5 m. При этом по сообщениям японского астронома Цутому Сэки 25 сентября магнитуда кометы достигала значения 8,0 m. Столь сильный скачок яркости объясняется разрушения ядра кометы, которое сопровождалось выбросом облака пыли и газа, которое 19 октября было обнаружено итальянским астрономом Gianluca Masi чуть позади кометы. А сам факт разделения ядра был впервые подтверждён 26 октября при помощи двухметрового телескопа «Faulkes Telescope North» обсерватории Халеакала (англ.), когда был обнаружен второй компонент ядра с магнитудой около 17,0 m. Дальнейшие наблюдения с помощью телескопа Gemini позволили обнаружить ещё несколько фрагментов. Всего же комета испытала три вспышки яркости в ходе которых ядро раскололось на шесть фрагментов: три из которых откололись во время первой вспышки, ещё два — во время второй и один — во время третей. Все фрагменты представляли собой довольно хрупкие обломки породы и потому вскоре разрушились.

## Сближения с планетами
В течение XX века комета дважды сближалась с Юпитером на расстояние менее 1 а. е. В XXI веке ожидается ещё два подобных сближения с этой планетой, а также два сближения с Землёй и одно с Марсом.
- 0,57 а. е. от Юпитера 13 марта  1957 года;
- 0,19 а. е. от Юпитера 15 ноября 1980 года;
- 0,42 а. е. от Земли 25 сентября 2012 года;
- 0,06 а. е. от Марса 26 апреля 2026 года;
- 0,99 а. е. от Юпитера 14 апреля 2028 года;
- 0,34 а. е. от Юпитера 20 ноября 2063 года;
- 0,30 а. е. от Земли 24 сентября 2087 года.